# Dodatek do Lutni Polskiej
Dodatek do Lutni Polskiej (pot. Lutnia Polska) – polskie czasopismo śpiewacze ukazujące się dwa razy w miesiącu w Poznaniu w latach 1885–1948. Można je uznać za pierwsze czasopismo śpiewacze na terenie Wielkopolski.
Czasopismo wychodziło od stycznia 1885 jako dodatek do wydanej w tym roku przez Księgarnię Katolicką w Poznaniu Lutni Polskiej (zbioru pieśni i piosenek obyczajowych i okolicznościowych z melodyami opracowanego przez L. Noela). Redaktorem naczelnym był R. Zawadzki, a z redakcją współpracował m.in. Stefan Surzyński. Głównymi celami czasopisma były: rozszerzenie pieśni polskich między narodami i budzenie zamiłowania do śpiewu ojczystego. W czerwcu 1885 liczba prenumeratorów wynosiła 836 osób, a zatem nakład nie przekraczał zapewne 900 egzemplarzy. Publikowano artykuły o śpiewie ludowym i narodowym, nauczaniu śpiewu jednogłosowego i wielogłosowego, organizacji kół śpiewaczych i ich prowadzeniu, bieżącym życiu kół, a także życiorysach polskich kompozytorów. Redakcja była zwolennikiem łączenia kół śpiewaczych w jeden silny związek.